# Отерлек

Отерлек на карте общины

Отерлек (нидерл. Oterleek) — деревня в нидерландской провинции Северная Голландия. Является частью общины Схермер, расположена в 4 км к югу от города Херхюговард. Имела статус отдельной общины с 1817 по 1970 гг., в 1970 году включена в состав Схермера.
По данным на 2001 год население деревни составляло 192 человека. Площадь застроенной территории — 0,043 км², включает 73 жилых строения. Статистическая территория «Отерлек» помимо деревни включает также прилегающую территорию сельской местности и имеет население 420 человек.